# Ексел-Енерджі-центр

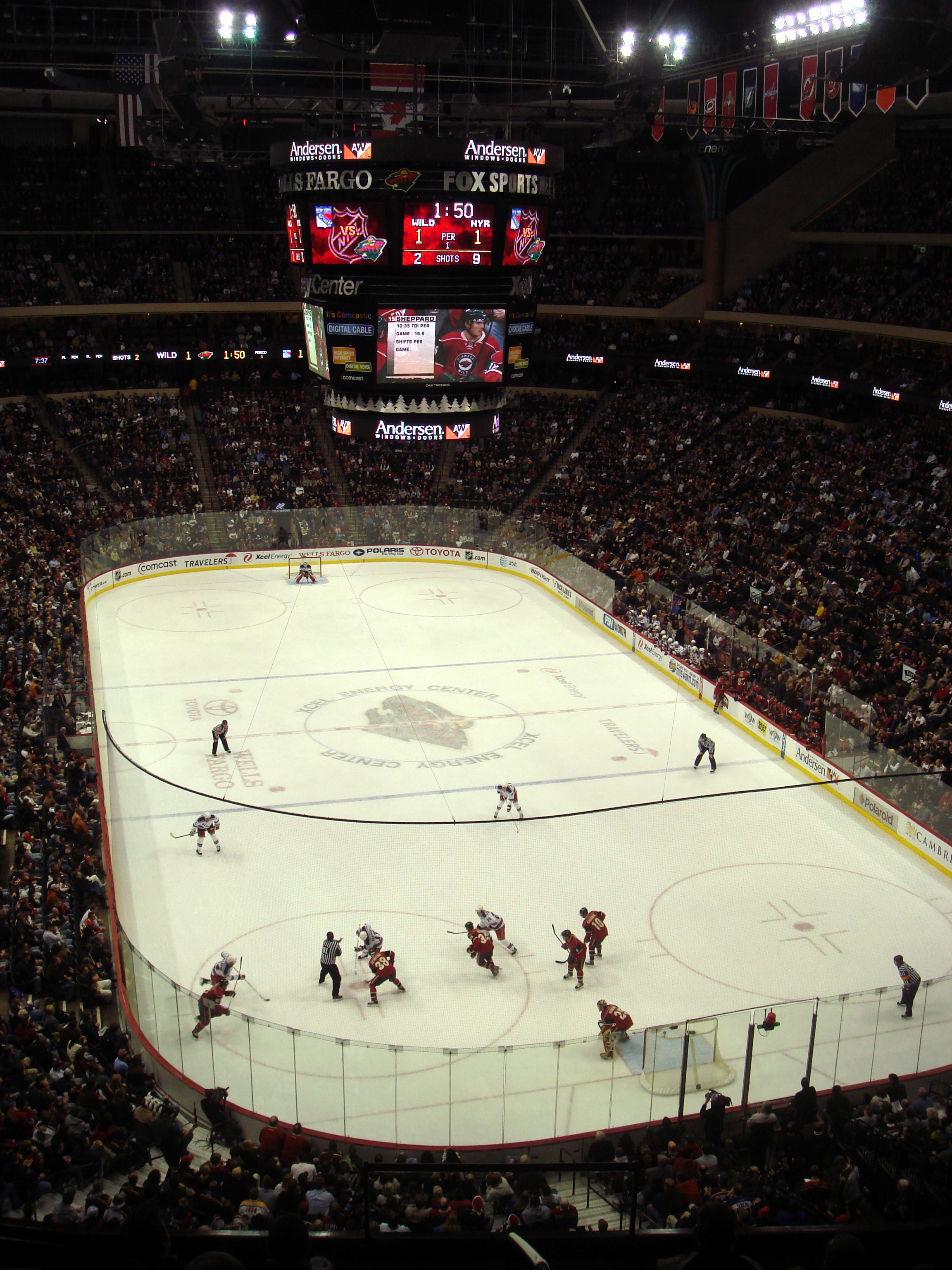
Міннесота Вайлд

 «Ексел-Енерджі-центр»  (англ. Xcel Energy Center) — спортивний комплекс у Сент-Пол, Міннесота (США), відкритий у 2000 році. Місце проведення міжнародних змагань з кількох видів спорту і домашня арена для команди Міннесота Вайлд, НХЛ.

## Місткість
- Хокей із шайбою 18 064
- Лакросс 18 064